# Kościół św. Mikołaja w Potoku Wielkim
Kościół świętego Mikołaja – rzymskokatolicki kościół parafialny należący do parafii pod tym samym wezwaniem (dekanat Modliborzyce diecezji sandomierskiej).
Jest to świątynia wzniesiona około 1460 roku. Budowla była kilkakrotnie remontowana i restaurowana (m.in. około 1781 roku). W 1881 roku kościół został doszczętnie zniszczony przez pożar. Odbudowany został w 1904 roku. Wtedy otrzymał obecną formę (zostały wykute nowe okna, do zakrystii został dostawiony przedsionek). Gruntowna restauracja świątyni została wykonana na przełomie XX i XXI wieku przez księdza Stanisława Piaseckiego – polegała ona m.in. na wymianie dachu i posadzki, wykonaniu renowacji ołtarzy i elewacji zewnętrznej. Kościół jest murowany, wybudowany z kamienia i cegły, otynkowany oraz oszkarpowany. Prezbiterium jest niższe i węższe w stosunku do nawy. Dach jest przykryty blachą, nad nawą znajduje się sygnaturka. Do prezbiterium jest dobudowana zakrystia i skarbczyk, z kolei przy nawie umieszczona jest kruchta. W świątyni można zobaczyć portale gotyckie powstałe w XV wieku. Wnętrze jest jednonawowe. Do wyposażenia budowli należą trzy ołtarze. Oprócz tego kościół posiada obraz Matki Boskiej z XVIII wieku oraz kilka zabytkowych rzeźb.

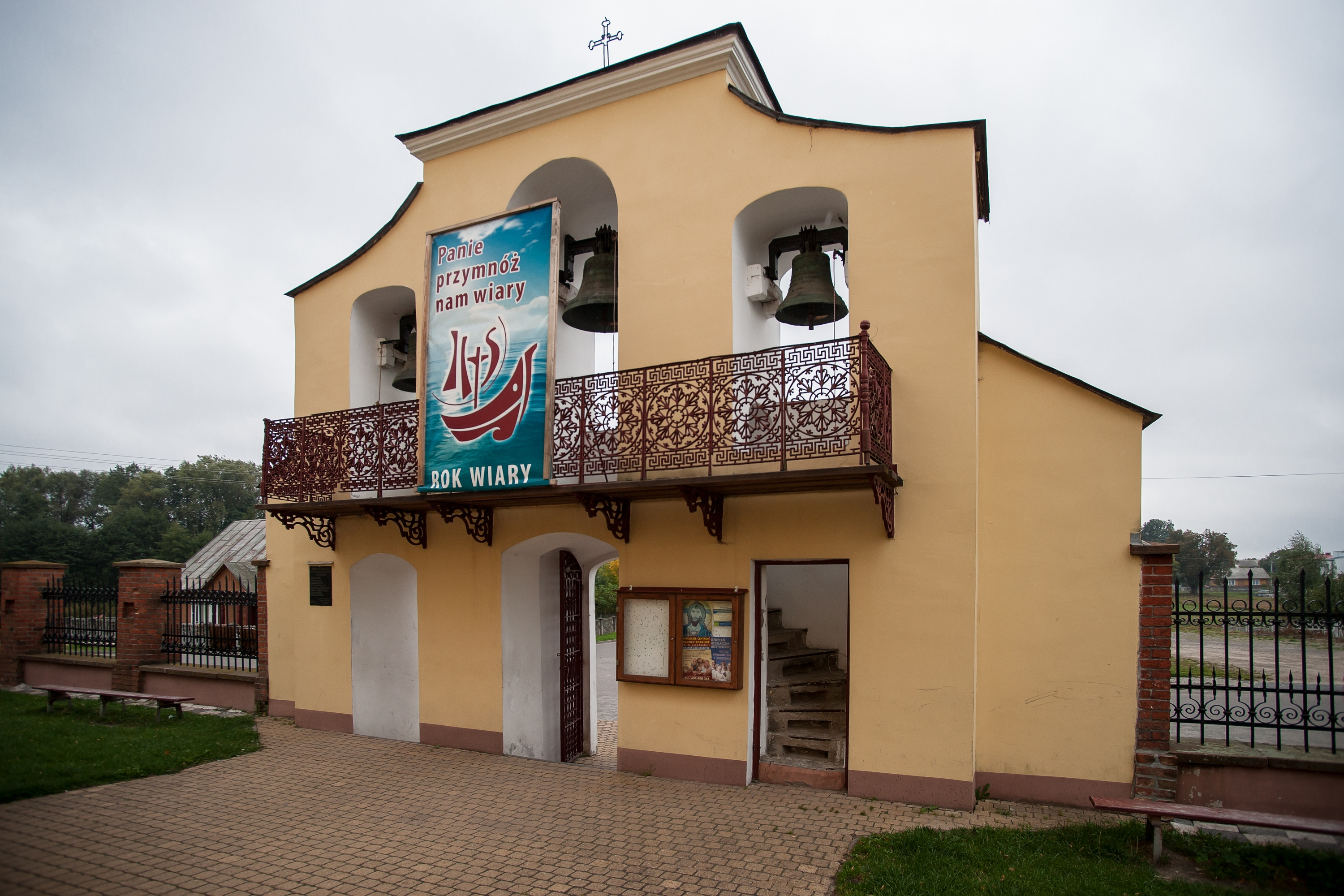
Dzwonnica
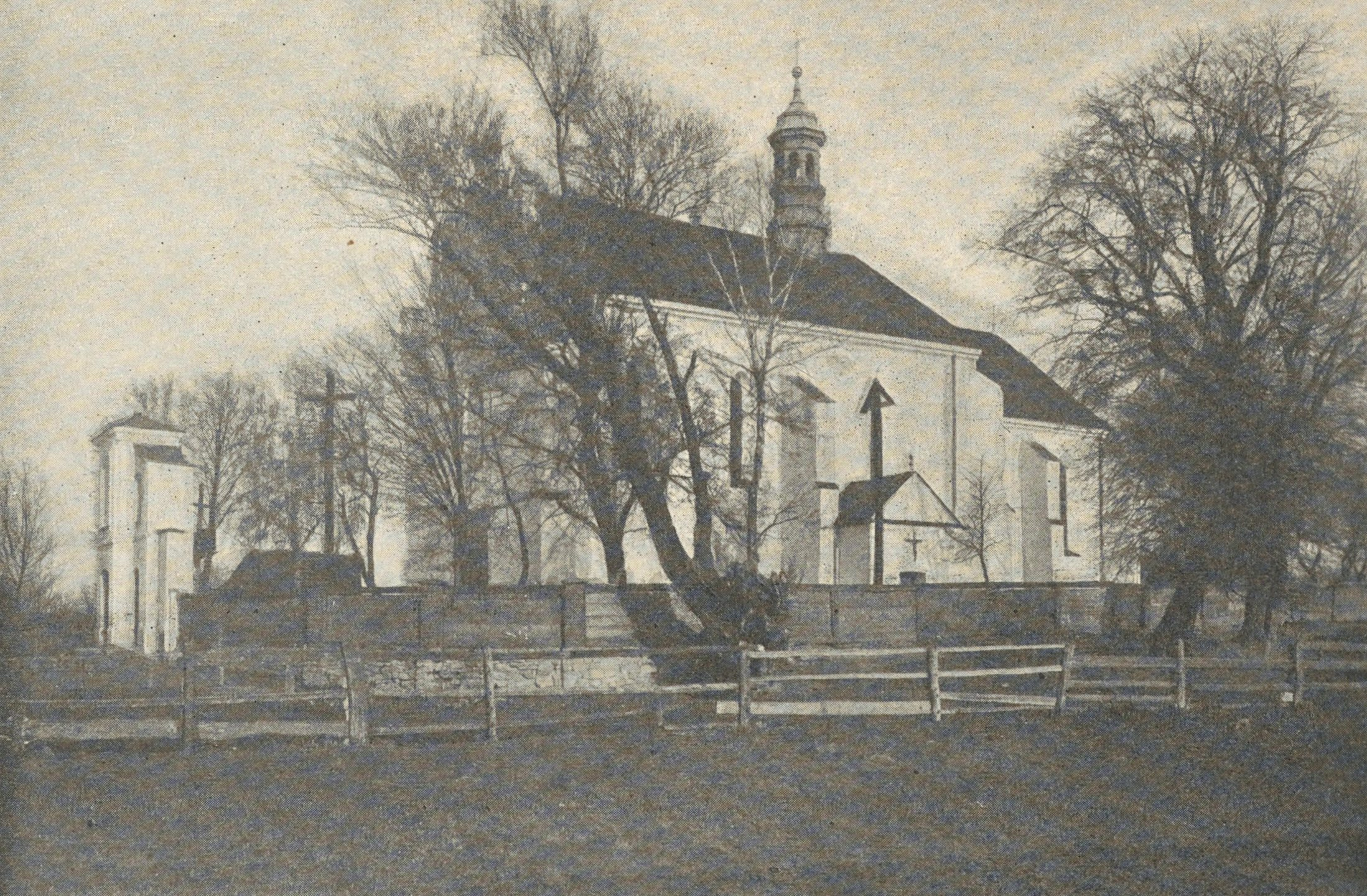
Widok kościoła przed 1918
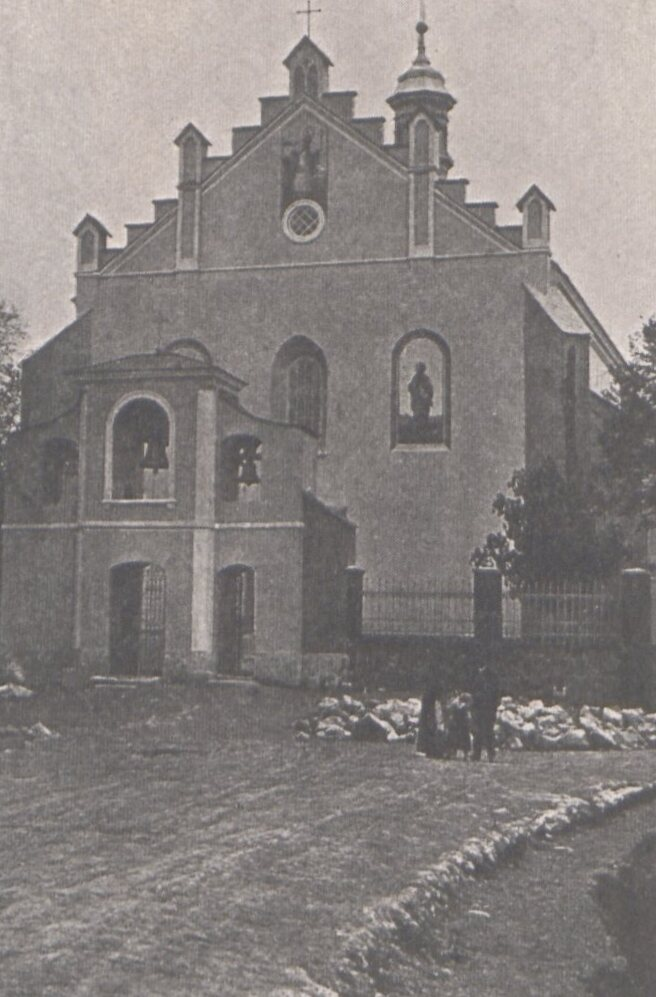
Fasada kościoła, przed 1913
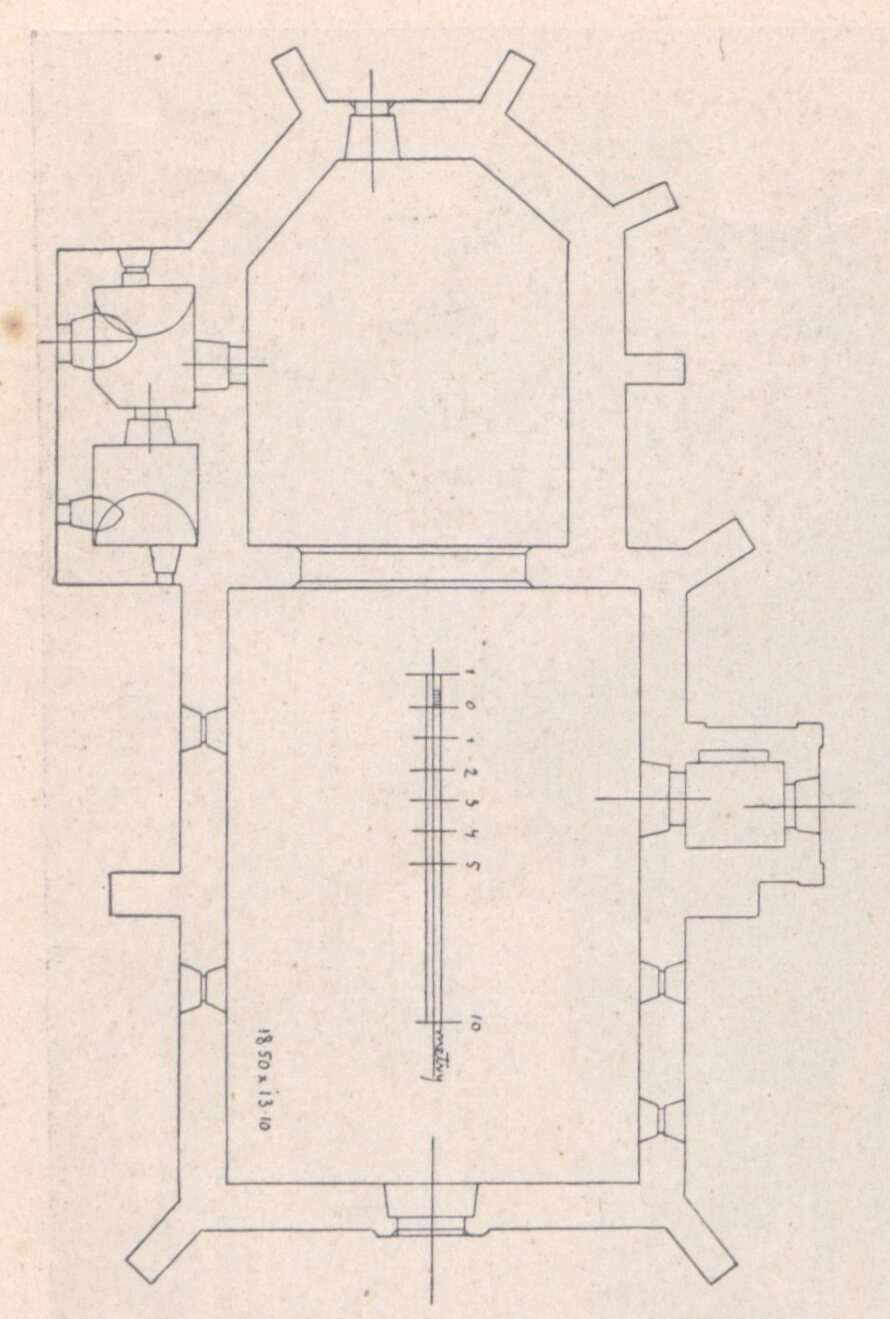
Plan kościoła, przed 1913